# Nakashima Yudai
Yudai Nakashima (sinh ngày 31 tháng 8 năm 1984) là một cầu thủ bóng đá người Nhật Bản.

## Sự nghiệp câu lạc bộ
Yudai Nakashima đã từng chơi cho Giravanz Kitakyushu.